# Момичето от влака (роман)
 Тази статия е за книгата.  За филма вижте Момичето от влака.  
„Момичето от влака“ (на английски: The Girl on the Train) е роман от 2015 г. на британската писателка Паула Хоукинс.
В него се разказва за жена на име Рейчъл Уотсън, която всеки ден пътува с влак, който минава покрай редица къщи. Всеки път тя ги наблюдава през прозореца, но един ден става свидетел на нещо, което я шокира, и решава да не стои със скръстени ръце.